# Casas do Tratado de Tordesilhas

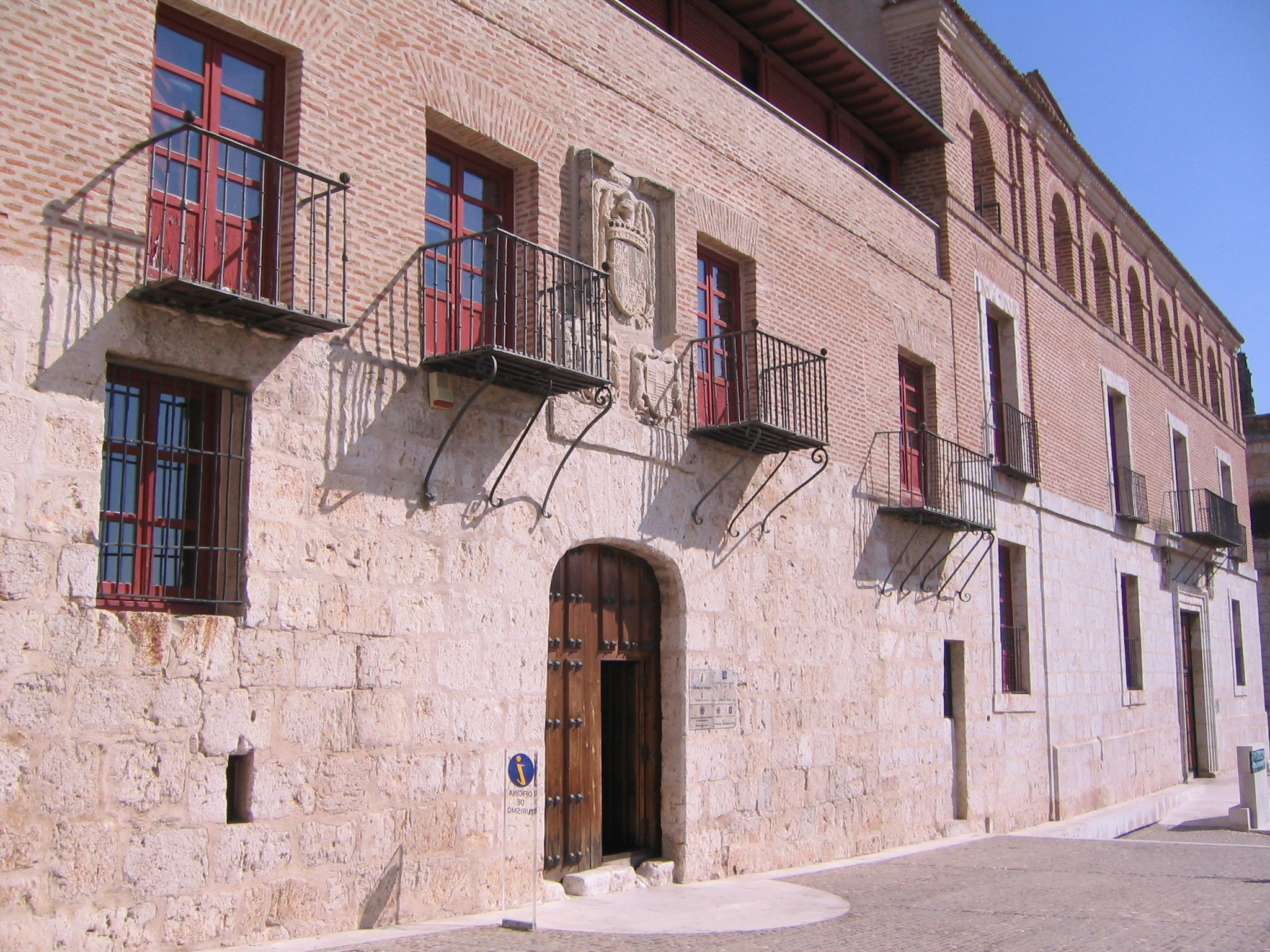
As Casas do Tratado de Tordesilhas.

As Casas do Tratado de Tordesilhas são dois palácios unidos que se encontram localizados na localidade de Tordesilhas, Província de Valladolid, Castilla y León, Espanha. Sua importância reside no fa(c)to de que ali se celebraram as negociações que deram lugar ao Tratado de Tordesilhas, em que Espanha e Portugal repartiram o Novo Mundo, dando lugar à América Latina.

## História
Em 12 de outubro de 1492, Cristóvão Colombo descobre a América. Para defender a soberania espanhola sobre os territórios recém-descobertos por Colombo, os Reis Católicos, Isabel e Fernando, solicitaram assistência ao Papa Alexandre VI (Rodrigo Borgia), que foi eleito em agosto de 1492 e que teve um longo relacionamento de favores mútuos. O papa emitiu quatro bulas papais, conhecidas como Bulas Alexandrinas. Nelas estabeleceu que as terras e mares além do meridiano localizado a 100 léguas a oeste dos Açores e Cabo Verde pertenciam à Coroa de Castela. A excomunhão foi decretada para todos aqueles que cruzassem aquele meridiano sem autorização dos Reis de Castela.
As prerrogativas derivadas das Bulas Alexandrinas, especialmente a última Inter Caetera, muito favorável aos espanhóis, não satisfaziam D. João II de Portugal, que ficou excluído na prática de empresas americanas, já que a linha imaginária de demarcação traçada pelo desenho papal relegou-o às costas africanas, deixando o Novo Mundo, em particular, para o Rei de Aragão, e a Rainha de Castela. Portanto, os Reis Católicos e o Rei lusitano negociaram um tratado bilateral.
As delegações diplomáticas se reuniram por vários meses em Tordesilhas, na atual província de Valladolid. Segundo o cronista português Garcia de Resende, os embaixadores portugueses receberam de Lisboa relatórios secretos sobre qual seria a posição de negociação dos castelhanos com instruções diretas do rei D. João II.
Finalmente, os delegados de ambas as Coroas chegaram a um acordo que se refletiu num tratado, assinado em 7 de junho de 1494, hoje chamado Tratado de Tordesilhas.

## Edifícios

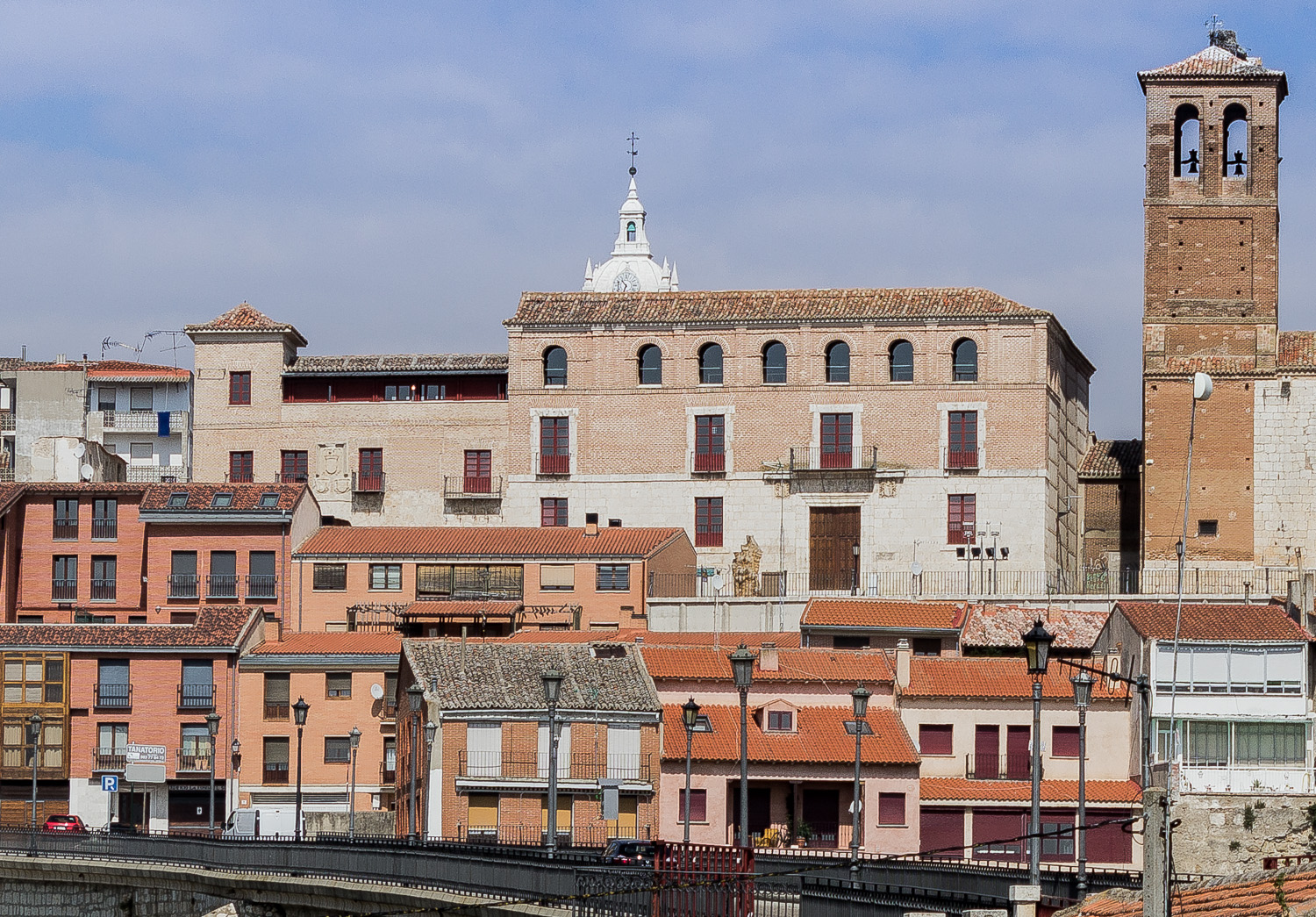
Vista das casas; à direita pode-se ver a torre do Museu da Igreja de San Antolín.

O palácio mais antigo data do final do século XV e na sua fachada ainda conserva o brasão dos reis católicos. O outro palácio foi construído em meados do século XVII e foi a residência de uma família rica. Ambos foram submetidos a uma profunda restauração em 1994, por ocasião do 500º aniversário do Tratado de Tordesilhas. Dois anos depois, foram declarados ativos de interesse cultural. Atualmente eles são usados por razões culturais e turísticas relacionadas ao tratado e ao tempo dos Reis Católicos.